# Cape Cod Bluefins
I Cape Cod Bluefins sono stati una squadra di hockey su ghiaccio statunitense che militava nella Federal Hockey League.

## Storia
La squadra è nata nel 2010 come Broome County Barons (aveva infatti sede a Chenango, nella Contea di Broome), su iniziativa di Don Kirnan, commissioner della Federal Hockey League, lega a cui fu iscritta già dalla stagione 2010-2011. Già il 17 dicembre, tuttavia, la squadra lasciò Chenango per trasferirsi, a partire da gennaio, a Hyannis, nella penisola di Capo Cod, Massachusetts, divenendo Cape Cod Barons.
Nella stagione successiva la squadra ha cambiato ulteriormente denominazione, divenendo Cape Cod Bluefins.
Ancora una volta la squadra fu spostata nel corso della stagione 2012-2013, trasferendosi da Hyannis a New York a partire dal 17 dicembre 2012, e prendendo il nome di New York Bluefins. La squadra avrebbe dovuto completare la stagione giocando in campo neutro, ma a febbraio fu sciolta.